# Régions géographiques intermédiaires et immédiates
Une région géographique immédiate est, au Brésil, un groupe de municipalités qui a comme référence principale le réseau urbain et possède un centre urbain comme centre, selon une analyse de l'Institut Brésilien de Géographie et de Statistique (IBGE).
Il s'agit d'une division des régions géographiques intermédiaires, tenant compte des cités proches par la dépendance et le déplacement de la population à la recherche de biens, service et travail.

## Histoire
Les régions géographiques immédiates ont été proposées en 2017, comme actualisation de la division régionale du Brésil et correspondent à une révision des anciennes micro-régions qui étaient en vigueur depuis 1989. Les régions géographiques intermédiaires à leur tour remplacèrent les méso-régions. La division de 2017 eut comme objectif de contempler les transformations du réseau urbain et de sa hiérarchie qui se sont passés depuis les divisions antérieures pour être utilisées pour les actions de planification et gestion de politiques publiques et pour la publication de statistiques et études du IBGE.
Dans la division antérieure , il y eut d'abord un groupement des municipalités en méso-régions et ensuite leur séparation en micro-régions. Dans la division de 2017, il y eut le contraire. D'abord, a été faite la division en régions géographiques immédiates et ensuite celles-ci fut regroupées en régions géographiques intermédiaires.